# (3202) Graff
(3202) Graff ist ein Asteroid des Hauptgürtels, der am 3. Januar 1908 vom deutschen Astronomen Max Wolf in Heidelberg entdeckt wurde.
Auf Vorschlag von Brian Marsden and C. M. Bardwell wurde der Asteroid später nach Gareth (Graff) Vaughan Williams (* 1965), Mitarbeiter des Minor Planet Center, benannt.